# سر جانز ران (ویرجینیای غربی)
سر جانز ران (به انگلیسی: Sir Johns Run) یک منطقهٔ مسکونی در ایالات متحده آمریکا است که در شهرستان مورگان، ویرجینیای غربی واقع شده‌است.